# 霍利 (堪薩斯州)
霍利（英語：Hawley）是位於美國堪薩斯州拉塞爾縣的一個鬼鎮。

## 歷史
霍利的郵政局於1880年設立，直到1909年結束營運。該地於1910年時有33人。

## 地理
霍利所處的海拔為高於海平面546米（即1791英呎），而該地所採用的時區為UTC-6，即北美中部時區（CST）。同時該地設有夏令時間，為UTC-6調快一小時，即UTC-5（CDT）。